# Långskär (Hammarland, Åland)
Långskär är en halvö i Åland (Finland). Den ligger i den nordvästra delen av landskapet, 30 km norr om huvudstaden Mariehamn.